# Kayatepe, Çatalpınar
Kayatepe là một xã thuộc huyện Çatalpınar, tỉnh Ordu, Thổ Nhĩ Kỳ. Dân số thời điểm năm 2010 là 709 người.